# Mīrzā Ḩasan
Mīrzā Ḩasan (persiska: میرزا حسن, Mīrzā Ḩesām) är en ort i Iran.   Den ligger i provinsen Västazarbaijan, i den nordvästra delen av landet, 700 km nordväst om huvudstaden Teheran. Mīrzā Ḩasan ligger 1 240 meter över havet och antalet invånare är 132.
Terrängen runt Mīrzā Ḩasan är kuperad åt sydväst, men åt nordost är den platt. Terrängen runt Mīrzā Ḩasan sluttar österut. Runt Mīrzā Ḩasan är det ganska tätbefolkat, med 75 invånare per kvadratkilometer. Närmaste större samhälle är Qarah Ẕīā' od Dīn, 8,5 km söder om Mīrzā Ḩasan. Trakten runt Mīrzā Ḩasan består i huvudsak av gräsmarker.